# Viciria scintillans
Viciria scintillans là một loài nhện trong họ Salticidae.
Loài này thuộc chi Viciria. Viciria scintillans được Eugène Simon miêu tả năm 1910.